# Masayoshi Ohira
Masayoshi Ohira (12 de Março de 1910 — 12 de Junho de 1980) foi um político do Japão. Ocupou o lugar de primeiro-ministro do Japão de 7 de dezembro de 1978 a 12 de junho de 1980.